# Rundemanen
Rundemanen (nogle gange fejlagtig skrevet Rundemannen) (568 moh.) er et af Bergens syv fjelde  . Fjeldtoppen er en del af det samme bjergmassiv som Ulriken og Fløyen, men er ikke let synlig fra Bergen centrum og bliver af enkelte ikke regnet som et af Bergens Byfjelde – til fordel for Askøyfjeldet på Askøy. Der går en grusvej op til Rundemanen via Fløyen i forbindelse med Televerkets bygninger. Der blev opsat en mast i 1978, men den blev ikke stående så længe. I dag er der placeret en 106 meter høj mast på toppen som blev rejst i 1990. Vandreturen over Vidden kan passere Rundemanen. Der går også en cykelsti ned til Tarlebødammen og videre ned til Svartdiket.
Navnet kan formentlig knyttes til mellemnederlandsk rand som betyr kant/rand og 'mond' som betyder bjerg.

## Bergen radio
Rundemanen Radio blev oprettet 1. september 1912, og blev dermed den første senderstation i Bergen. I 1922 fik stationen, som den første i Europa en rørdrevet sender. I 1923 blev der holdt en tale i Oslo, som skulle blive Norges første radioudsendelse. Den gik via masten på Rundemanen. Den var en af de vigtigste kystradiostationer helt til 1960'erne. Den blev nedlagt i slutningen af  1980'erne. I 1990 købte Forsvaret bygningerne, men efterhånden overgik bygningerne til Bergen kommune. De senere år er  bygningerne forfaldet, og der har været forslag om a nedrive dem. Forslaget blev imidlertid afslået, og i 2007 blev Bergen Radio senderstation fredet af Riksantikvaren. De ejes i dag af Telemuseet. I 2011 blev bygningen restaureret udvendig i samarbejde med Riksantikvaren og Vestland.
Vandrere  kan se og høre historier fra folk som tidligere arbejdede og boede på senderstationen via en gratis mobilguide.